# Dorota Zagórska

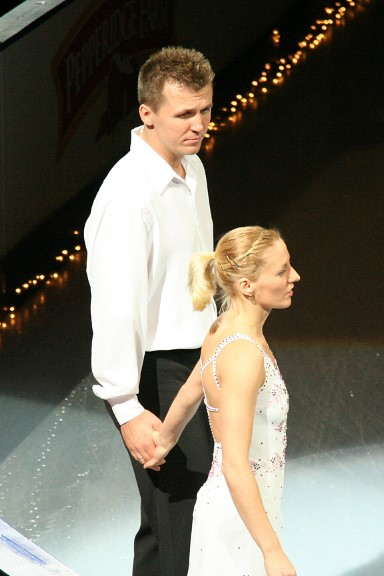
Dorota Zagorska met haar (schaats)partner Mariusz Siudek

Dorota Zagorska (Krakau, 9 september 1975) is een in Poolse kunstschaatsster.
Zagorska is actief in het paarrijden en haar vaste sportpartner is Mariusz Siudek en zij worden gecoacht door Richard Gauthier en Manon Peron. In het verleden schaatste zij onder anderen met Janusz Komendera.
Zagorska en Siudek schaatsen samen sinds 1995. In 2000 zijn ze met elkaar getrouwd.
| records             | punten | datum      | toernooi        |
| ------------------- | ------ | ---------- | --------------- |
| Hoogste totaalscore | 177.24 | 05-11-2004 | NHK Trophy 2004 |
| Hoogste korte kür   | 61.84  | 04-11-2004 | NHK Trophy 2004 |
| Hoogste lange kür   | 115.40 | 05-11-2004 | NHK Trophy 2004 |

## Belangrijke resultaten
| Kampioenschap           | 1995 | 1996 | 1997 | 1998 | 1999   | 2000   | 2001 | 2002 | 2003 | 2004  | 2005 | 2006 | 2007  |
| ----------------------- | ---- | ---- | ---- | ---- | ------ | ------ | ---- | ---- | ---- | ----- | ---- | ---- | ----- |
| Olympische Spelen       |      |      |      | 10e  |        |        |      | 7e   |      |       |      | 9e   |       |
| Wereldkampioenschap     | 16e  | 13e  | 8e   | 5e   | Brons  | 5e     | 6e   | 6e   | 7e   | 6e    | 7e   | 9e   | tzt   |
| Europees Kampioenschap  | 9e   | 6e   | 7e   | 4e   | Zilver | Zilver | tzt  | 4e   | 4e   | Brons |      | 5e   | Brons |
| Nationaal Kampioenschap | Goud | Goud | Goud | Goud | Goud   | Goud   |      | Goud | Goud | Goud  |      |      |       |